# Somatina wiltshirei
Somatina wiltshirei là một loài bướm đêm trong họ Geometridae.